# Parakeelya nana
Parakeelya nana är en källörtsväxtart som först beskrevs av Christian Gottfried Daniel Nees von Esenbeck, och fick sitt nu gällande namn av M.A. Hershkovitz. Parakeelya nana ingår i släktet Parakeelya och familjen källörtsväxter. Inga underarter finns listade i Catalogue of Life.